# Cratérope indien
Argya caudata
Espèce
Statut de conservation UICN

 LC  : Préoccupation mineure
Le Cratérope indien (Argya caudata) est une espèce de passereau de la famille des Leiothrichidae.

## Habitat et répartition
Son aire disjointe s'étend d'une part de l'est de l'Irak au sud de l'Afghanistan et d'autre part à travers l'Asie du Sud.